# Agnès Adda
Pour les articles homonymes, voir Adda (homonymie).
Agnès Adda est une poétesse française, née en 1958 à Paris. Agrégée de lettres, elle enseigne en lycée à Paris.
Sa poésie, d’abord influencée par celle de Pierre Reverdy, se nourrit souvent d’émotions visuelles nées au contact d’œuvres plastiques ou au cours de ses voyages.

## Publications
- Tresse d’éveils, Éclats d'encre, 2001[2].
- L’Œil au miroir, La Bartavelle, 2009.
- Notre théâtre, La Bartavelle, 2014.
- Atelier en apesanteur, L'Harmattan, 2017.
- La filature, Unicité, 2020.
- Quand, dans l'expectative (en collaboration avec Dominique Zinenberg), L'Harmattan, 2020.
- En collaboration avec Fabienne Yvetot, peintre et graveur, aux éditions Les 3 Mille-feuilles, Vice-versa (2003), Symbiose (2004), Souffles, pliures (2004), Jeux d’herbes (2004), L’Appel du sel (2005), Stratégie du miroir (2006), Orphée (2008).
- Publications dans des revues depuis 1993 : L’Orgâne, La Sape[3], Voix d'encre[1],[4], Arpa[5].